# Volger Andersson
Pour les articles homonymes, voir Andersson.
Volger Andersson est un skieur de fond suédois, né le 19 janvier 1896 à Njurunda (en) et mort le 6 octobre 1969 à Njurunda. Son plus haut fait d'armes est une médaille de bronze olympique sur 50 km obtenue aux Jeux olympiques d'hiver de 1928 à Saint-Moritz.

## Palmarès olympique
| Épreuve / Édition | Saint-Moritz 1928 |
| 18 km             | Abandon           |
| 50 km             | Bronze            |